# Scratch the Surface
Albums de Sick of It All
Just Look Around
(1992) Live in a World Full of Hate
(1995)
Singles
1. Scratch the Surface
Sortie : 1994
2. Step Down
Sortie : 1995

Scratch the Surface est le troisième album du groupe Sick of It All, sorti en 1994. C'est leur premier album produit par un grand label. Malgré les efforts d'East West Records, l'album ne se vend pas plus que leurs précédents.

## Liste des morceaux
Tous les titres sont écrits et composés par Sick of It All.
| No  | Titre               | Durée |
| --- | ------------------- | ----- |
| 1.  | No Cure             | 2:58  |
| 2.  | Insurrection        | 1:50  |
| 3.  | Consume             | 3:42  |
| 4.  | Who Sets the Rules  | 2:45  |
| 5.  | Goatless            | 1:21  |
| 6.  | Step Down           | 3:15  |
| 7.  | Maladjusted         | 2:25  |
| 8.  | Scratch the Surface | 2:51  |
| 9.  | Free Spirit         | 1:53  |
| 10. | Force My Hand       | 2:28  |
| 11. | Desperate Fool      | 1:52  |
| 12. | Return to Reality   | 2:43  |
| 13. | Farm Team           | 2:22  |
| 14. | Cease Fire          | 2:58  |